# John Kani
Pour les articles homonymes, voir Kani (homonymie).
Bonisile John Kani dit John Kani est un acteur sud-africain, né le 30 août 1942 à New Brighton. Il est le père de l'acteur Atandwa Kani.

## Filmographie

### Cinéma
- 1978 : Les Oies sauvages : Sergent Jesse Link
- 1980 : Marigolds in August : Melton
- 1981 : Gräset sjunger : Moïse
- 1987 : Saturday Night at the Palace : September
- 1987 : An African Dream : Khatana
- 1989 : Options : Jonas Mabote
- 1989 : Une saison blanche et sèche : Julius
- 1989 : The Native Who Caused All the Trouble : Teslilo Mseme
- 1992 : Sarafina ! : le principal du collège
- 1995 : Soweto Green: This Is a 'Tree' Story : Dr Curtis Tshabalala
- 1996 : L'Ombre et la Proie : Samuel
- 1997 : Kini et Adams : Ben
- 1998 : The Tichborne Claimant : Bogle
- 2001 : Final Solution : Révérend Peter Lekota
- 2007 : The Bird Can't Fly : Stone
- 2008 : Nothing but the Truth : Sipho
- 2009 : Endgame : Oliver Tambo
- 2010 : White Lion : le vieux Gisani
- 2011 : Ennemis jurés : Général Cominius
- 2011 : Janapriyan
- 2011 : How to Steal 2 Million : Julius Twala, Sr.
- 2012 : Jail Caesar : Marius
- 2016 : Captain America: Civil War : le roi T'Chaka
- 2018 : Black Panther : T'Chaka
- 2019 : Le Roi lion : Rafiki (voix)
- 2019 : Murder Mystery : Colonel Ulenga
- 2019 : I Am Khama : le roi Khama III
- 2023 : Murder Mystery 2 : Colonel Ulenga
- 2024 : Mufasa : Le Roi lion (Mufasa: The Lion King) de Barry Jenkins : Rafiki (voix)

### Télévision
- 1974 : BBC2 Playhouse : Styles et Buntu (1 épisode)
- 1974 : 2nd House (1 épisode)
- 1978 : Play for Today : George O'Brien (1 épisode)
- 1985 : 'Master Harold'... and the Boys : Willie
- 1986 : Miss Julie : John
- 1989 : Othello : Othello
- 1997 : Kap der Rache : Inspecteur Khumalo
- 2006 : Hillside : Dr Vincent Maloka
- 2008 : L'Agence N°1 des dames détectives : Daddy Bapetsi (1 épisode)
- 2008 : Affaires non classées : Dr Phiri (2 épisodes)
- 2012 : iNkaba : Mkhuseli Mthetho
- 2015 : Les Enquêtes de l'inspecteur Wallander : Max Khulu (1 épisode)